# Port lotniczy Tałdykorgan
Port lotniczy Tałdykorgan – międzynarodowy port lotniczy położony w pobliżu Tałdykorganu w Kazachstanie.

## Linie lotnicze i połączenia
| Linia Lotnicza | Kierunek                       |
| -------------- | ------------------------------ |
| Qazaq Air      | 1. Astana 2. Turkiestan        |
| SCAT Airlines  | 1. Astana                      |
| Zhetysu        | 1. Astana Sezonowo: 1. Üszarał |